# 753-й истребительный авиационный полк
753-й истребительный авиационный полк (753-й иап) — воинская часть Военно-воздушных сил (ВВС) Вооружённых Сил РККА, принимавшая участие в боевых действиях Великой Отечественной войны.

## Наименования полка
За весь период своего существования полк своё наименование не менял:
- 753-й истребительный авиационный полк ПВО;
- 753-й истребительный авиационный полк.

## История полка
753-й истребительный авиационный полк ПВО сформирован в ноябре 1941 года составе 144-й истребительной авиационной дивизии ПВО Саратовско-Балашовского района ПВО по штату 015/174 на самолётах Як-1. По окончании формирования с 25 ноября 1941 года приступил к боевой работе в составе 144-й истребительной авиационной дивизии ПВО. В течение всего периода нахождения в составе 144-й иад ПВО полк выполнял задачи противовоздушной обороны объектов Приволжского военного округа.
В июле 1942 года полк передан из войск ПВО в ВВС РККА и получил наименование 753-й истребительный авиационный полк. К 5 июля 1942 года полк передислоцировался с аэродрома Разбойщина в полосу действия Брянского фронта на аэродром Черновка. Полк вошёл в состав 288-й истребительной авиационной дивизии 1-й истребительной авиационной армии Брянского фронта.
С 6 июля полк приступил к боевой работе в составе 288-й истребительной авиационной дивизии 1-й истребительной авиационной армии Брянского фронта, включившись в Воронежско-Ворошиловградскую операцию. Первая известная воздушная победа полка в Отечественной войне одержана в первый же день боевых действий на Брянском фронте — 6 июля 1942 года: парой Як-1 (ведущий младший лейтенант Тильченко П. Г.) в воздушном бою сбит немецкий тяжёлый истребитель Ме-110 (Messerschmitt Bf.110). После ожесточённых боёв на фронте полк через 25 дней после начала боёв — 31 июля 1942 года, выведен в тыл на доукомплектование в Московский военный округ. 14 августа 1942 года полк расформирован в составе ВВС Московского военного округа, личный состав обращён на доукомплектование полков 1-й истребительной авиационной армии.
В составе действующей армии полк находился:
- с 25 ноября 1941 года по 1 июля 1942 года;
- с 6 июля 1942 года по 31 июля 1942 года.

## Командир полка
- майор Румянцев Александр Васильевич[3], с 25.11.1941 г. по 14.08.1942 г.

## В составе соединений и объединений
| Период        | Фронт (округ)             | армия                                        | дивизия                                      | примечание |
| ------------- | ------------------------- | -------------------------------------------- | -------------------------------------------- | ---------- |
| 01.11.1941 г. | ПВО СССР                  | ВВС ПВО страны                               | 144-я истребительная авиационная дивизия ПВО |            |
| 29.12.1941 г. | Приволжский военный округ | Саратовско-Балашовский дивизионный район ПВО | 144-я истребительная авиационная дивизия ПВО |            |
| 02.07.1942 г. | Брянский фронт            | 1-я истребительная авиационная армия         | 288-я истребительная авиационная дивизия     |            |
| 06.07.1942 г. | Брянский фронт            | 2-я воздушная армия                          | 288-я истребительная авиационная дивизия     |            |
| 09.07.1942 г. | Воронежский фронт         | 2-я воздушная армия                          | 288-я истребительная авиационная дивизия     |            |
| 31.07.1942 г. | Московский военный округ  | ВВС округа                                   |                                              |            |

## Участие в операциях и битвах
- ПВО объектов Приволжского военного округа — с 25 ноября 1941 года по 5 июля 1942 года.
- Воронежско-Ворошиловградская операция — с 6 июля 1942 года по 24 июля 1942 года.

## Отличившиеся воины
- Лавриненков Владимир Дмитриевич, дважды Герой Советского Союза, лётчик полка, первые свои победы одержал в составе полка, сбив четыре Ме-109 во время Воронежско-Ворошиловградской операции[4].

## Лётчики-асы полка
| Фамилия, имя отчество           | Награды | Сбито самолётов (+ в группе) | Примечание |
| ------------------------------- | ------- | ---------------------------- | --- |
| Анашкин Владимир Прокофьевич    |         | 5 + 5                        | Лётчик полка: июнь — июль 1942 г. Боевых вылетов: 160 (10.09.1942 г.) Пропал без вести 21 сентября 1942 г. Не вернулся с боевого задания. |
| Бугарчев Борис Максимович       |         | 7 + 4                        | Лётчик полка: 1942 — авг. 1942 г. |
| Лавриненков Владимир Дмитриевич |         | 36 + 7                       | Лётчик полка: июль 1942 г. Боевых вылетов: 448; воздушных боёв: 134                                                                       |
| Липатов Алексей Павлович        |         | 11 + 1                       | Лётчик полка: июнь — июль 1942 г. Боевых вылетов: 418; воздушных боёв: 37                                                                 |
| Тильченко Пётр Григорьевич      |         | 8 + 3                        | Лётчик полка: июль 1942 г. Погиб 25 августа 1942 г. Убит при выполнении боевого задания.                                                  |

## Итоги боевой деятельности полка
Всего за годы Великой Отечественной войны полком:
| Выполнено боевых вылетов | Сбито самолётов в воздухе | Проведено воздушных боёв |
| ------------------------ | ------------------------- | ------------------------ |
| 207                      | 22                        | 19                       |

Свои потери:
| Потеряно самолётов, всего | Погибло лётчиков всего |
| ------------------------- | ---------------------- |
| 14                        | 10                     |

## Самолёты на вооружении
| Период            | Самолёты | Фото        |
| ----------------- | -------- | ----------- |
| 11.1941 — 08.1942 | Як-1     | Як-1 (И-26) |